# Tessella
Tessella is een geslacht van vlinders van de familie spinneruilen (Erebidae), uit de onderfamilie Arctiinae.

## Soorten
- T. apostata Schaus, 1905
- T. jorgenseni Schaus, 1921
- T. sertata Berg, 1882